# إدوارد-رايموند فابر
إدوارد-رايموند فابر هو ناشر وبائع كتب وسياسي كندي، ولد في 15 سبتمبر 1799 في مونتريال في كندا، وتوفي بنفس المكان في 16 يوليو 1854 بسبب كوليرا. انتخب عمدة مونتريال ‏ (1850 – 1851).